# Église Saint-Pierre de Bruges
Pour les articles homonymes, voir Église Saint-Pierre.
L'église Saint-Pierre est une église catholique située à Bruges, en France.

## Localisation
L'église est située dans le département français de la Gironde, sur la commune de Bruges.

## Historique
L'église aurait été construite au XIIIe siècle. Seul le sanctuaire de l'église est de style roman. Le clocher daterait du XVe – XVIe siècle. Les bas-côtés dateraient quant à eux du XIXe siècle. L'abside de l'église aurait été peinte au même moment. Le chœur (y compris la table de communion avec son ambon) est inscrit au titre des monuments historiques en 1956. 

## Architecture
L'extérieur de l'abside est flanqué de contreforts. À l'intérieur, elle présente une voûte en cul-de-four.

## Archéologie
En 2014, un diagnostic archéologique donne lieu à une fouille préventive de la place de l'église, en vue de son réaménagement. La fouille a révélé une occupation funéraire du site qui remonterait à l'époque mérovingienne, peut-être liée à un édifice de la même époque. Cette découverte apporte des renseignements sur l'architecture funéraire médiévale et soulève des problématiques relevant de l'inhumation à proximité de constructions, religieuses ou non.